# Raymond Boland
Raymond James Boland (ur. 8 lutego 1932 w Tipperary w Irlandii, zm. 27 lutego 2014 w Corku) – amerykański duchowny katolicki pochodzenia irlandzkiego, biskup Kansas City-Saint Joseph w latach 1993-2005.

## Życiorys
Pochodził z irlandzkiego hrabstwa Cork. Ukończył seminarium duchowne w Dublinie, które kształciło księży do pracy misyjnej. Skierowany został do USA, gdzie 16 czerwca 1957 otrzymał święcenia kapłańskie i inkardynowany został do archidiecezji Waszyngton.
2 lutego 1988 papież Jan Paweł II mianował go ordynariuszem diecezji Birmingham w Alabamie. Sakry udzielił mu metropolita Oscar Lipscomb. 22 czerwca 1993 przeniesiony na biskupstwo Kansas City-Saint Joseph. Na emeryturę przeszedł 24 maja 2005. Zmarł 27 lutego 2014 po chorobie nowotworowej, krótko po powrocie do rodzinnej Irlandii.
Jego rodzony brat John Kevin Boland był w latach 1995-2011 biskupem Savannah w Georgii.